# Khadija Arib
Khadija Arib (Hedami 10 d'octubre de 1960) és una política neerlandesa d'origen marroquí. Actualment és la presidenta del Tweede Kamer. Va arribar als Països Baixos quan tenia 15 anys. És membre del Partit del Treball, essent membre del Parlament des del 19 de maig de 1998 fins al 29 de novembre de 2006, i des de l'1 de març. Abans de la seva carrera política fou funcionària, educadora i treballadora social.
Com a membre del Parlament, Arib s'ha centrat en temes com el racisme, el control de la discriminació, l'abús a les dones, la violència domèstica i la protecció dels joves. Quan ja era membre del Parlament va ser molt criticada per mantenir la doble nacionalitat, així com per formar part d'un comitè assessor del rei del Marroc. El 2012 va intentar convertir-se en presidenta del Parlament, però no ho aconseguí, passant a ser-ne la vicepresidenta. Fou elegida presidenta en una elecció interna el 13 de gener de 2016, derrotant a tres candidats.